# E.164
Die Richtlinie E.164 The international public telecommunication numbering plan der ITU-T regelt international die Nummerierung der Rufnummern zwischen den nationalen Telefonnetzen.
In E.164 ist festgelegt, aus welchen Bestandteilen eine Telefonnummer besteht und wie viele Stellen sie enthalten darf. Insbesondere sind die internationalen Vorwahlen (wie 41 für die Schweiz, 43 für Österreich, 49 für Deutschland, und 1 für den gesamten Nordamerikanischen Nummerierungsplan) festgelegt.

## FQTN
Vollständige E.164-Nummern in der internationalen Schreibweise nach E.123 werden im Zusammenhang mit ENUM gelegentlich als Fully Qualified Telephone Number (FQTN) bezeichnet, weil sie einen Telefonanschluss weltweit eindeutig bezeichnen. Der Begriff ist parallel zu Fully Qualified Domain Name (FQDN) gebildet: „[ENUM] is the name of a protocol that resolves fully qualified telephone numbers to fully qualified domain name addresses using a DNS-based architecture.“